# Guadalupe Mirasol Ñumí
Guadalupe Mirasol Ñumí är en ort i Mexiko.   Den ligger i kommunen San Juan Ñumí och delstaten Oaxaca, i den sydöstra delen av landet, 270 km sydost om huvudstaden Mexico City. Guadalupe Mirasol Ñumí ligger 2 108 meter över havet och antalet invånare är 165.
Terrängen runt Guadalupe Mirasol Ñumí är kuperad. Runt Guadalupe Mirasol Ñumí är det glesbefolkat, med 8 invånare per kvadratkilometer. Närmaste större samhälle är Heroica Ciudad de Tlaxiaco, 10,5 km söder om Guadalupe Mirasol Ñumí. I omgivningarna runt Guadalupe Mirasol Ñumí växer huvudsakligen savannskog.